# AMC Eagle
AMC Eagle — полноприводный пассажирский автомобиль среднего класса, производимый компанией American Motors Corporation (AMC) с 1979 по 1987 годы.
Впервые Eagle был представлен в августе 1979 года (как автомобиль для 1980 модельного года) в кузовах купе, седан и универсал. Основой для автомобиля послужил AMC Concord. В 1981 году линейку пополнили двухдверные модели SX/4 и Kammback, созданные на базе AMC Spirit. Кроме того, в 1981-82 годах продавался кабриолет Sundancer. Производство автомобилей продолжалось до 14 декабря 1987 года.
В те времена Eagle был единственным полноприводным пассажирским легковым автомобилем, производимым в США. Доступный по цене, он предоставлял как комфортную езду по шоссе, так и неплохие возможности при передвижении по лёгкому бездорожью, благодаря стараниям инженеров AMC. И, несмотря на размытость самого определения, именно про AMC Eagle можно сказать, что он «сегодня известен, как первый кроссовер».

## История

### Концепт

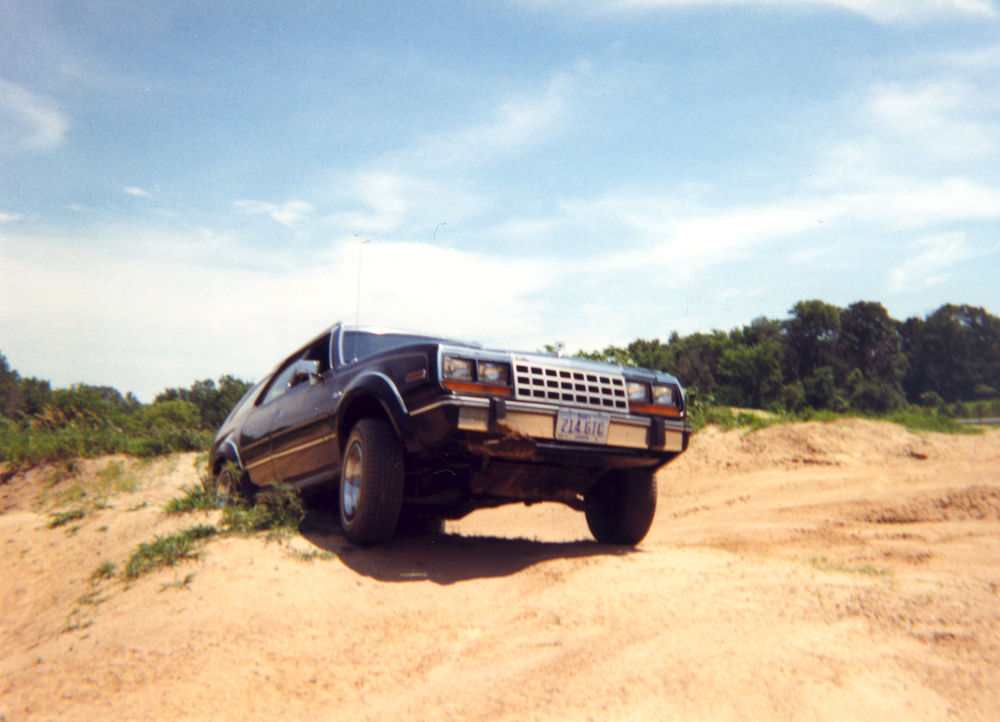
AMC Eagle Wagon на бездорожье

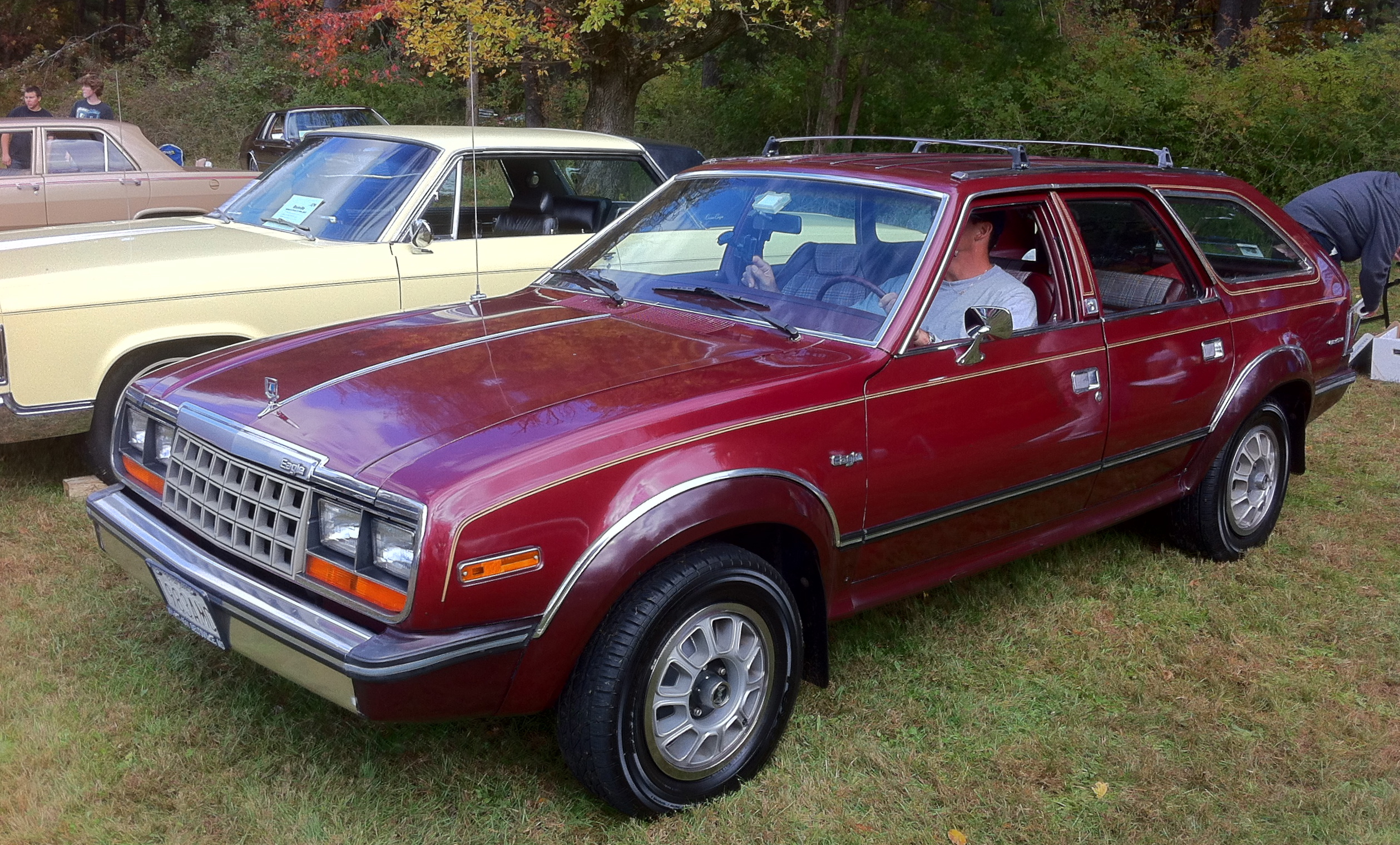
AMC Eagle Wagon на выставке

Изначально предложение о разработке продукта, впоследствии ставшего AMC Eagle, прозвучало от Роя Ланна, главного инженера-дизайнера AMC-Jeep. «Проект 8001 плюс четыре» (Project 8001 plus Four), таково было рабочее название для «линейки полноприводных автомобилей, ездящих и управляющихся, как обычные заднеприводные машины» с несущим кузовом. В феврале 1977 года AMC подрядило компанию FF Developments для постройки прототипа автомобиля на основе AMC Hornet с распределением мощности по осям 33/66 (передняя/задняя). Тестирование и дальнейшие доработки показали возможность создания автомобиля с бо́льшим клиренсом, 15-дюймовыми дисками, распределением мощности по осям 50/50 и рекомендованный Ланном двигатель I6, в паре с автоматической коробкой передач.
Таким образом, Eagle появился, когда главный инженер Jeep соединил кузов AMC Concord с полноприводной трансмиссией. По мнению тогдашнего CEO Джеральда Майерса, создание такого автомобиля было логичным шагом для компании, оказавшейся в сложной финансовой ситуации после второго энергетического кризиса, ударившего в 1979 году. Причиной положения AMC послужило резкое падение продаж прибыльной линейки автомобилей Jeep, слишком прожорливых для новых цен на бензин. Построенный на платформе уже существующего AMC Concord (позже — Spirit), новый автомобиль стал недорогим способом заполнить пробел между надёжными и экономичными, но устаревающими «обычными» автомобилями и престижной, но заточенной на бездорожье линейкой Jeep.
Кроме того, Eagle заполнил собой ценовой прогал между дешёвыми импортным полноприводными Subaru и большими семейными машинами вроде Jeep Wagoneer. Автомобили Eagle хорошо продавались с первого же дня, и оказали самую большую поддержку общей прибыли компании. Рекомендованная цена базовой 2-дверной модели начиналась с $6 999, универсалы стоили от $7 549. Этот автомобиль отображал «взрыв присущей AMC фантазии… моментально приковавший к себе внимание многих американских водителей, нашедших уникальным его сочетание полноприводной безопасности и защищённости с комфортом автомобиля».
Ранние модели Eagle стали первыми массово производимыми автомобилями с автоматической трансмиссией и постоянным полным приводом. Последний утяжелил автомобиль на 136 кг. Также он стал первым в США полноприводным автомобилем с независимой передней подвеской. Распределение мощности двигателя по осям производилось, находившейся сразу за коробкой передач TorqueFlite (пониженных передач автомобиль не имел), вязкостной муфтой, которая обеспечивала тихую и ровную передачу крутящего момента на оси, и прекрасное сцепление и на сухой и на мокрой дороге. Муфта представляла собой близко расположенные пластины с волнообразными изгибами, находящиеся в «мёдоподобной силиконовой жидкости», выполнявшей «функцию частичного проскальзывания» между передней и задней осями, а также, при плохих дорожным условиях, передающей больше мощности оси с большим сцеплением.
Спроектированные как «пассажирские авто разумных размеров», комфортные при езде по шоссе, на бездорожье AMC Eagle «вели себя как снежные козлы». Полный привод давал заметные преимущества и при езде по скользкой дороге, в результате именно эти автомобили использовали в первой в США школе вождения по льду. Обладая характерного для обычных легковых авто уровнем комфорта, полноприводные Eagle, в отличие от них, имели более высокий уровень безопасности и лучшее сцепление с дорогой. Машина проектировалась как для покупателей, которые «должны проехать, невзирая на дорожные и погодные условия (врачи, полиция, экстренные службы и т. д.)», так и для людей, живущих в труднодоступных местах, рыбаков, охотников. При этом Eagle не конкурировал с традиционными полноприводными машинами. Компания разрабатывала его не как внедорожник для развлечений, это был в первую очередь пассажирский автомобиль. Не созданный для преодоления бездорожья, как Chevrolet K5 Blazer или Jeep Cherokee (XJ), этот автомобиль «преодолевал грязь, снег, песок и другие препятствия, бывшие преградой для обычных седанов».

[AMC Eagle] совместил две противоположности: грубую детскую игривость и непоколебимую ответственность родителя, таким образом, каким лишь единицы могли это в 1980. И при всей скромности наследия Eagle, он на долгие годы стал стандартом практичности и дружественного, новаторского духа, утерянного большинством современных кроссоверов".
Оригинальный текст (англ.)[AMC Eagle] combined two disparate personalities — rugged childlike playfulness and staunch paternal responsibility — in a way that few thought possible in 1980. And for all the Eagle's lowly heritage, it has set a lasting standard for utility and a friendly, innovative spirit that has eluded most of the compact crossovers on the market today.
— М. Маграт, edmunds.com
AMC Eagle стал первым массово (оспаривается разработанным в 1971г. Советским автомобилем "Нива-2121" и выпускаемым массово с апреля 1977г.) производимым автомобилем, в котором была полностью реализована «формула Фергюсона» (FF), система постоянного полного привода, разработанная британской фирмой Ferguson Research. Другие полноприводные машины — Subaru DL/GL (с 1972 года на японском рынке, с 1974 — на американском) и, значительно позже Toyota Tercel SR5 Wagon (1983) — имели только подключаемый полный привод, неспособный включиться на ходу (если начался дождь, например). Благодаря креативности Роя Ланна и опыту Jeep по производству машин 4×4, трансмиссия Eagle на годы опережала несложную систему Subary с подключаемой задней осью. Другой интересной особенностью автомобиля была независимая передняя подвеска с межколесным дифференциалом, закреплённым на двигателе.
Автомобильные аналитики были весьма удивлены, что автором первого массового кроссовера стала именно AMC, компания, по общему мнению, потерявшая способность разрабатывать конкурентоспособные машины, стала автором революционного, новаторского, востребованного автомобиля. Создав его, маленький американский автопроизводитель предстал в виде компании, прозорливо создавшей новый сегмент рынка, разраставшийся ещё 25 лет, и не думающий угасать. Журнал «Four wheeler» в 1980 году пришёл к выводу, что Eagle был даже «началом нового поколения автомобилей». Несмотря на финансовые проблемы компании, «репутацию AMC, как запросто разрабатывающих новые авто, только подстегнуло акушерство кроссоверов», в том числе и выпуск Eagle, как их предтечи. Концепт Eagle, полноприводный универсал с большим клиренсом, автоматической трансмиссией и большим набором различных опций, стал источником вдохновения для линеек Subaru Outback и Forester, Audi Allroad, Volkswagen Passat Alltrack, Volvo XC и многих других. Похоже описывал автомобиль и автожурналист Марти Пэджетт: совмещая всепогодную проходимость с невысоким расходом топлива, как «первый кроссовер», продолженный целыми поколениями Subaru и других машин.

В сущности, Eagle был, из тех перекраивающих рынок продуктов на попытки создать которые инженеры и маркетологи тратят всю свою жизнь.
Оригинальный текст (англ.)The Eagle was, in essence, the kind of segment-busting product that engineers and marketers spend entire careers trying to create.
— Д. Карни, BBC

### Изменения разных лет

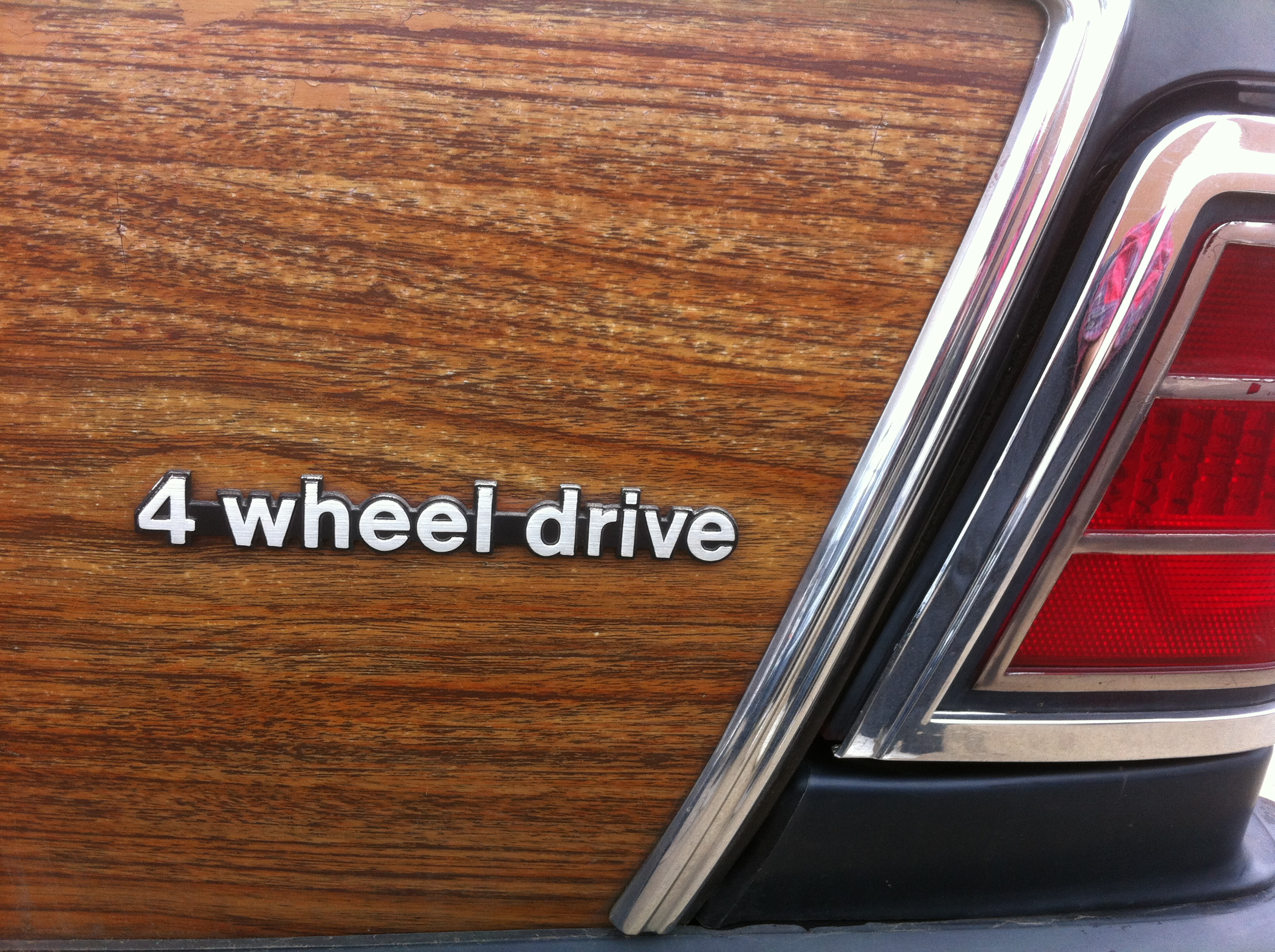
Все AMC Eagles имели полный привод

#### 1980
Основанный на AMC Concord, Eagle был представлен в августе 1979 года. Автомобиль выпускался в кузовах седан, универсал и купе. В стандартную комплектацию входили усилитель руля, передние дисковые тормоза (задние были барабанного типа), шины с белой каймой из стеклоткани на 15-дюймовых дисках. Продавался Eagle в двух комплектациях: базовой и более дорогой Limited.Они повторяли комплектации AMC Concord DL и Limited, соответственно. для купе и универсала имелся «спортивный» пакет, включавший в себя: шильдики «Sport», обивку сидений Durham Plaid (тип шотландки), обтянутое кожей рулевое колесо, радиальные шины Tiempo P195/75R15, спортивные противотуманные фары, галогенные лампы дальнего света, чёрные зеркала заднего вида с обеих сторон (базово зеркало устанавливалось лишь на водительскую дверь), спортивная надпись «4×4», чёрные бампера с накладками, чёрная облицовка нижней части кузова, затемнённую решётку радиатора, затемнённые задние фары, наклейки по бокам и чёрные молдинги на лобовом и заднем стёклах, а также дверных проёмах и средней стойке.
Все автомобили поставлялись с «антикоррозионной защитой фабрики Ziebart» и 5-летней гарантией на отсутствие ржавчины. При сборке использовались алюминиевые винты, пластиковые подкрылки, все стальные элементы экстерьера были оцинкованы, а кузов на заводе погружался в ванну с грунтовкой на основе эпоксидной смолы до уровня окон. Также автомобиль имел фирменную гарантию «AMC Buyer Protection Plan», действовавшую на протяжении года или 12 000 миль (19 312 км) и распространявшуюся на все элементы кроме шин.
На автомобиль устанавливался только один тип двигателя — рядный 6-цилиндровый, объёмом 4,2 л., работавший в паре с трёхступенчатой автоматической коробкой передач, модификацией Chrysler A998. На автомобиль устанавливались дифференциалы Dana 30 и Dana 35. Передачей мощности к осям занималась раздаточная коробка New Process 119, оснащённая вязкостной муфтой, что позволило задействовать полный привод постоянно и избегнуть чрезмерного износа подвески и трансмиссии автомобиля. Опционально был доступен пакет для буксировки трейлера массой до 3500 фунтов (1588 кг), включавший в себя перераспределяющий вес фаркоп, разъём для подключения прицепа к бортовой сети автомобиля, дополнительный трансмиссионный масляный радиатор, главная передача с передаточным числом 3,54, аккумулятор повышенной ёмкости и амортизаторы с автоматическим изменением жёсткости (последние два были доступны и как самостоятельные опции).
Визуально Eagle отличался от прародителя Concorde поднятым на 3 ″ (76,2000000 мм) кузовом, что увеличило клиренс. чтобы заполнить образовавшийся прогал между шинами и арками колёс, AMC установили в арки пластмассовые вставки (из полимера Kraton (polymer)), переходившие в облицовку порогов. Решётка радиатора была почти такой же, как у Concorde, только горизонтальные перекладины были расположены чуть шире и на правой половине имелся шильдик Eagle. Стандартный набор опций базовой версии автомобиля, скопированный с Concord DL, включал в себя и дизайн крыши, в частности виниловую отделку и окно в задней стойке (opera window). Бампера, однако, были расположены ближе к кузову. Причиной тому послужила классификация АООС США, по которой автомобиль являлся лёгким грузовиком и его бампера должны были выдерживать удар о препятствие на скорости 5 миль/ч (8 км/ч) без повреждений. Чёрные пластиковые «клыки» тем не менее остались.
Сочетание полного привода с кузовом обычного авто сделало Eagle очень популярным в снежных частях страны, и AMC акцентировала сходство нового автомобиля с Jeep, создав образ «раннего кроссовера». Высокий спрос на новые полноприводные машины вынудил AMC остановить в декабре 1979 года производство плохо продающегося AMC Pacer, что позволило освободить производственные мощности в городе Кеноша. Автомобили Eagle помогли компании довести общее количество произведённых за 1980 год машин до 199 613 единиц, что обеспечило 18 % рост по сравнению с предыдущим годом.
| Кузов     | Произведено, шт. |
| --------- | ---------------- |
| Седан     | 9 956            |
| Купе      | 10 616           |
| Универсал | 25 807           |
| Всего     | 45 379           |

#### 1981

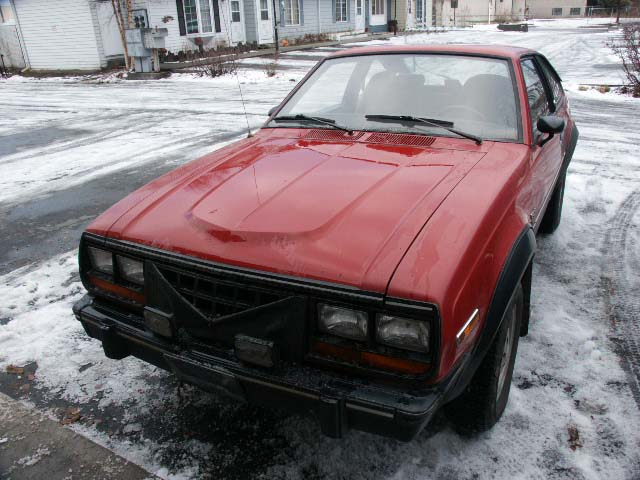
AMC Eagle SX/4 liftback 1981 г.в.

В 1981 году автомобили Eagle с кузовами седан, купе и универсал (т. н. «серия 30») были серьёзно модифицированы. Базовым двигателем стал 4-цилиндровый «Железный дюк» (Iron Duke) производства General Motors объёмом 2,5 л., доступный только с механической коробкой передач. Перенастроенный двигатель AMC L6, ставший опцией, теперь имел больше крутящего момента в нижнем диапазоне оборотов коленвала, стал более экономичным, плавным и требовал меньше обслуживания. Инженерные улучшения почтенного L6 также сказались и на его массе, снизившейся на 90 фунтов (41 кг). Обновлённый двигатель весил 445 фунтов (202 кг), что делало его «легчайшей рядной шестёркой в отечественной индустрии».

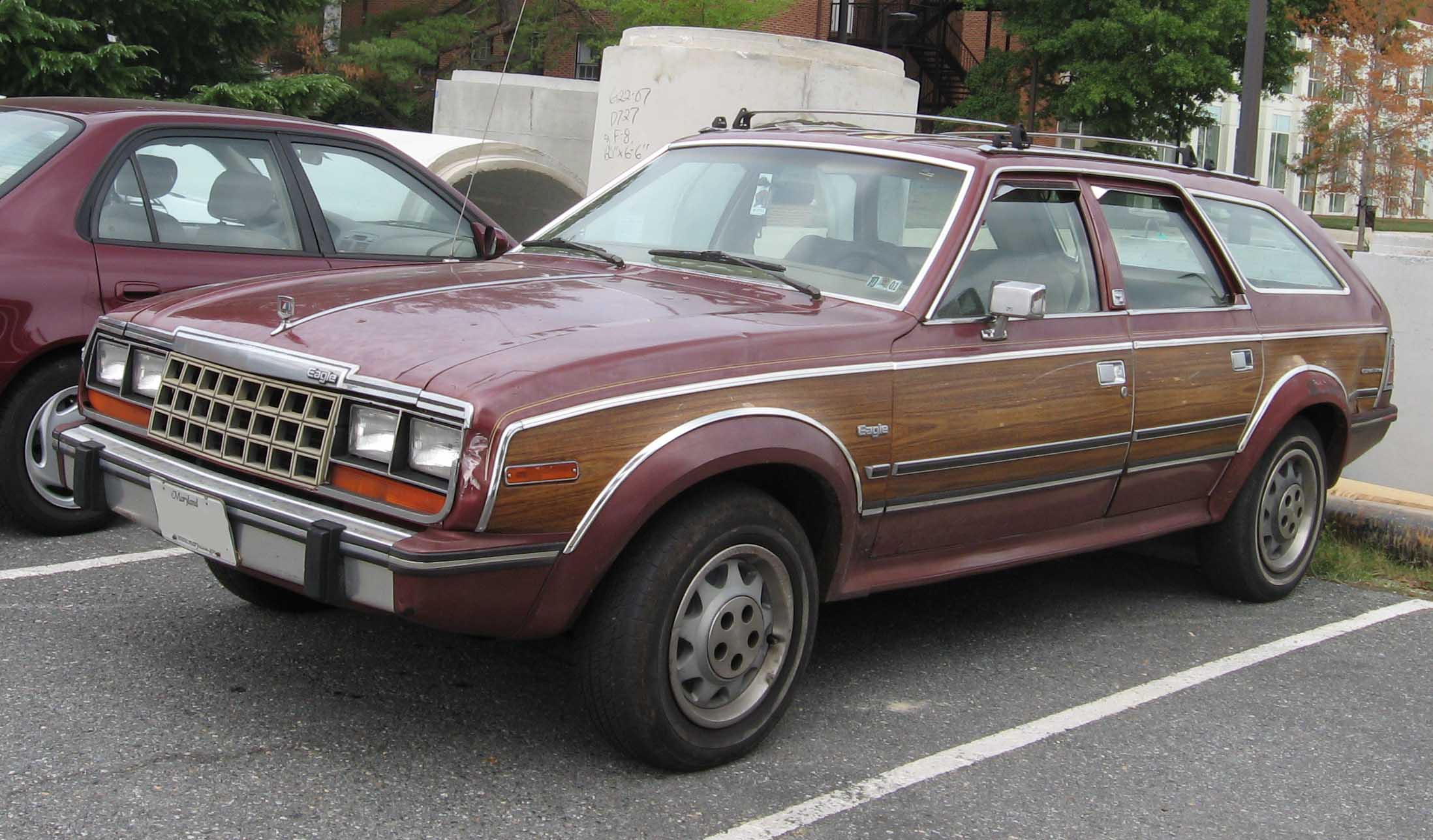
Универсал AMC Eagle Wagon 1981 г.в.

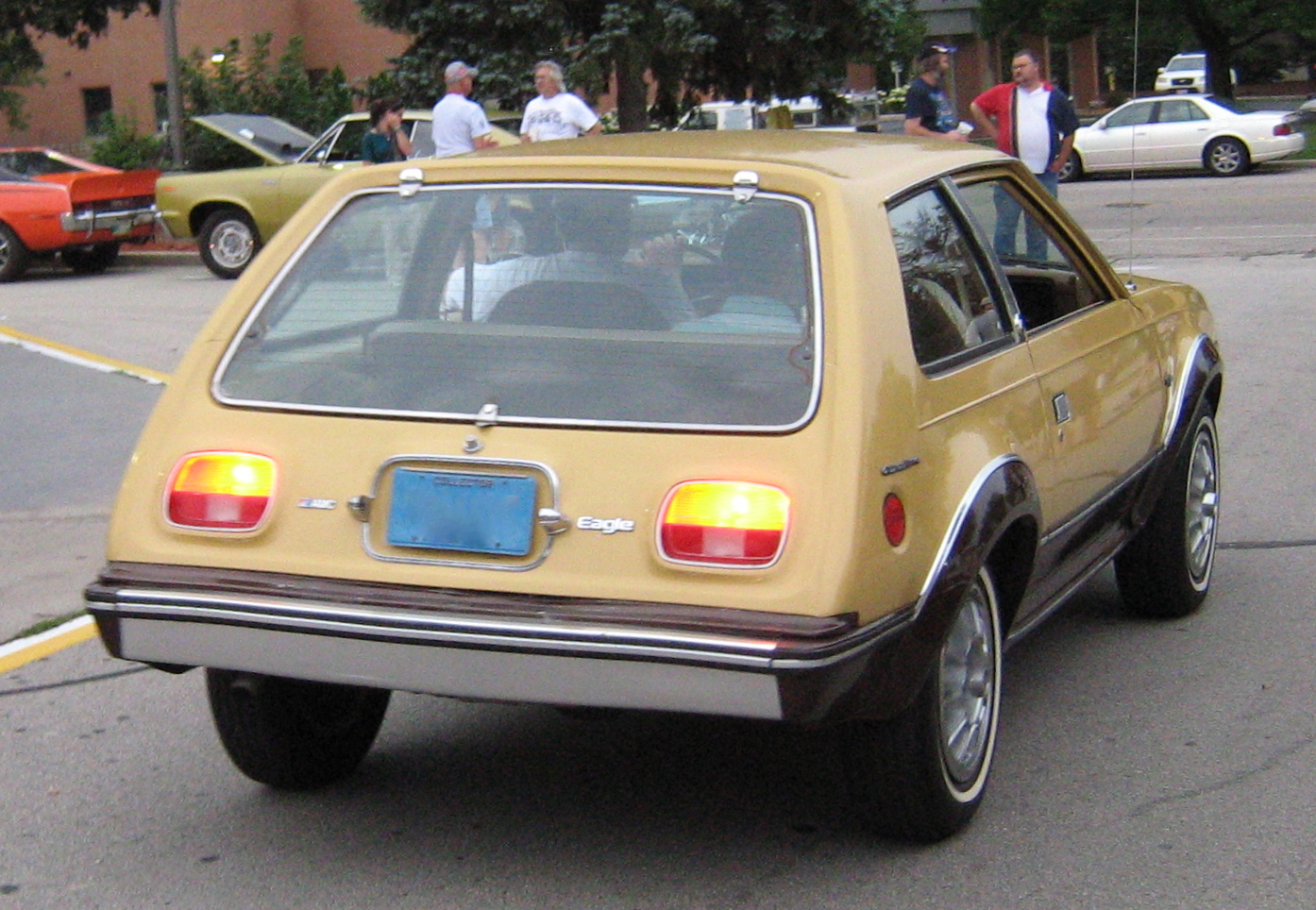
AMC Eagle Kammback

Все автомобили получили новую ячеистую решётку радиатора, название модели переехало на верхнюю перекладину. Края переделанных бамперов теперь плавно переходили в пластмассовые вставки колёсных арок. Пакет «спорт», перешедший из 80го и доступный теперь для всех трёх кузовов, включал в себя капот и окантовку решётки радиатора от Spirit 1981 модельного года. Длина новых авто «серии 30» составляла 183,2 дюйма (4700 мм), что на 3 дюйма (76,2000000 мм) короче модели предыдущего года.
Автомобили с кузовом каммбэк, основанные на седане AMC Spirit (урождённый Gremlin), и спортивный Eagle SX/4 (основан на лифтбеке Spirit) дебютировали под общим названием «серия 50». В стандартной комплектации они имели двигатель «Железный дюк», 4-скоростную механическую коробку передач и ГУР. Автомобили имели тот же стиль, что и «серия 30», для SX/4 был доступен пакет «спорт». «Рекламируемый как „спортивный автомобиль, которому не обязательна дорога“, двудверный хетчбэк SX/4 имел спортивный вид, но редко рассматривался как спортивный автомобиль.»
В начале модельного года все автомобили комплектовались трансмиссией с постоянным полным приводом и вязкостной муфтой, однако с середины года стала доступна опция «Select drive». Опция позволяла использовать на выбор как полный, так и только задний привод, что позволяло экономить топливо. Смена режима производилась с помощью переключателя на приборной панели и требовала остановки машины.
В своём дорожном тесте для журнала «Популярная механика» Гарри Витзенбург описывал «спортивный» универсал, после поездки на нём по Детройту в самые непогодистые зимние дни, как «великую снежную птицу» (snowbird supreme), и отмечал, что многочисленные изменения нового AMC Eagle лишь «упрочнили концепцию его оригинального дизайна».
| Кузов     | Произведено, шт. |
| --------- | ---------------- |
| Седан     | 1 737            |
| Купе      | 2 378            |
| Универсал | 19 371           |
| Каммбэк   | 5 603            |
| Лифтбэк   | 17 340           |
| Всего     | 37 429           |

#### 1982

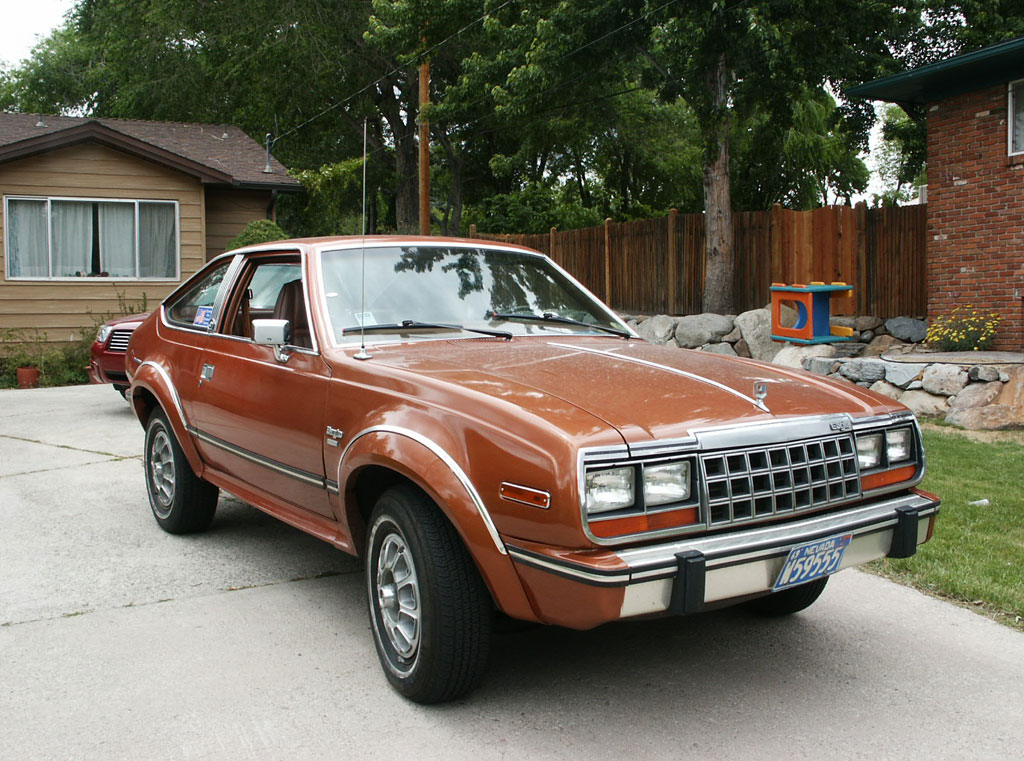
AMC Eagle SX/4 1982 г.в.

В стандартной комплектации появились новые, более эффективные дисковые тормоза. Список опций дополнился 5-ступенчатой механической коробкой передач. У опциональной автоматической коробки расширили диапазон передаточных чисел, что уменьшило расход топлива. Система «Select drive», позволяющая отключать привод передней оси, стала частью стандартной комплектации. Пакет «спорт» прекратили устанавливать на автомобили «серии 30».
| Кузов     | Произведено, шт. |
| --------- | ---------------- |
| Седан     | 4 091            |
| Купе      | 1 968            |
| Универсал | 20 899           |
| Каммбэк   | 520              |
| Лифтбэк   | 10 445           |
| Всего     | 37 923           |

#### 1983

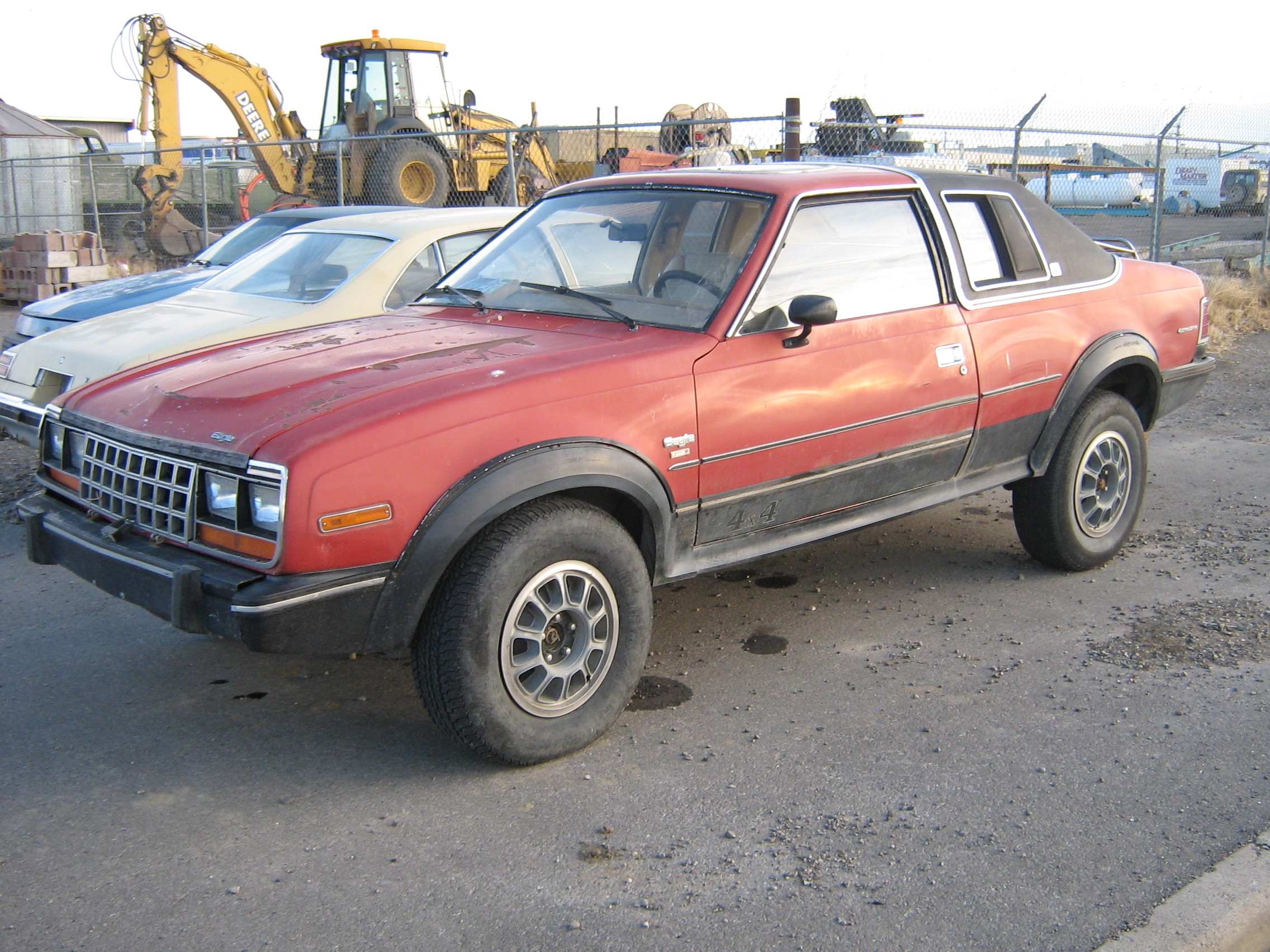
Купе AMC Eagle

Этот год прошёл для автомобиля практически без изменений. Вся линейка автомобилей прошла через процедуру оптимизации расходов, включавшую в себя в том числе и сужение ассортимента выпускаемых авто. В связи с низким спросом, автомобили с кузовами каммбэк и купе были сняты с производства, седан потерял комплектацию Limited. Модели SX/4 и универсал изменений практически не имели.
С февраля 1983 года стандартным двигателем автомобиля стал AMC L4 объёмом 2,5 л., однако скорость замещения им «Железного дюка» на данный момент неизвестна. Мощность опционального L6 увеличили, подняв степень сжатия с 8,3 до 9,2. Однако благодаря обновленной системе питания, датчику детонации и ЭБУ AMC Computerized Engine Control, рекомендованным для двигателя топливом так и остался бензин марки «Regular» (АИ-87).
Статья, описывающая долговременный тест автомобиля в журнале «Популярная механика», начиналась словами редактора, что «Eagle — лучший выбор для тяжёлой работы» и «вы можете почувствовать потрясающее сцепление» его больших всепогодных шин на полном приводе, дающее «великолепное ощущение защищённости».
| Кузов     | Произведено, шт. |
| --------- | ---------------- |
| Седан     | 3 093            |
| Универсал | 12 378           |
| Лифтбэк   | 2 259            |
| Всего     | 17 730           |

#### 1984

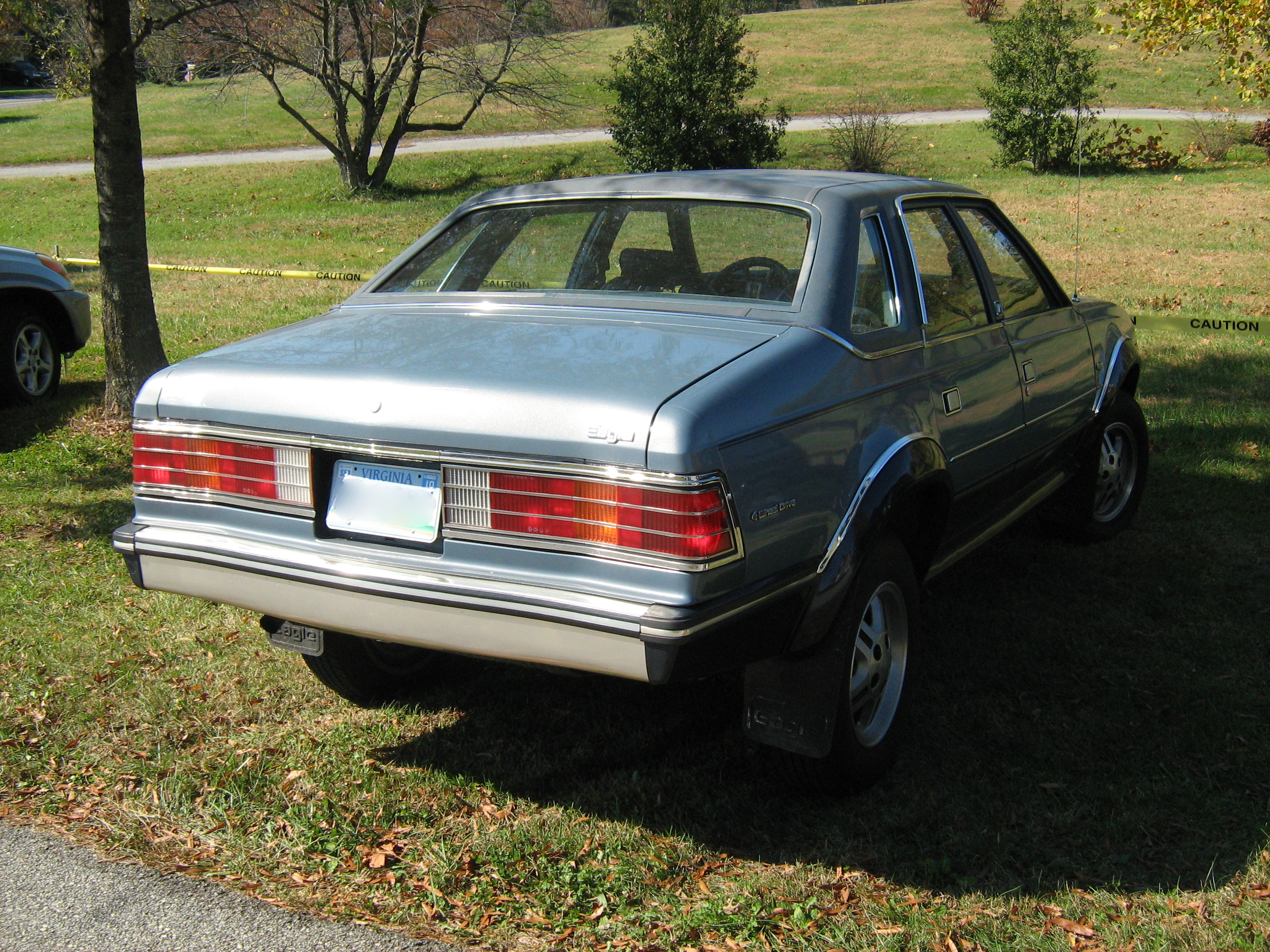
Седан AMC Eagle

В 1984 году было прекращено производство модели SX/4, на конвейере остались лишь седан и универсал «серии 30», последний в двух комплектациях: базовой и Limited. С уходом SX/4 опция «спорт» осталась лишь у универсала.
В 1984 году опциональный шестицилиндровый двигатель оказался заметно популярнее стандартного L4. Последний был установлен лишь на 147 автомобилей, однако именно он позволил AMC заявить расход топлива 9,8 л./100 км в городе и 7,8 л./100 км на трассе (с 4-ступенчатой МКПП), а с 5-ступенчатой коробкой — 7,4 л./100 км. Систему «Select Drive» модифицировали для подключения передней оси на ходу (на ранних моделях управление системой требовало обеих рук, что делало переключение на ходу практически невозможным).
В связи с переводом завода в Кеноше на производство Renault Alliance и Encore, сборка всех автомобилей Eagle осуществлялась на заводе Brampton Assembly в г. Брамптон.
| Кузов     | Произведено, шт. |
| --------- | ---------------- |
| Седан     | 4 241            |
| Универсал | 21 294           |
| Всего     | 25 535           |

#### 1985

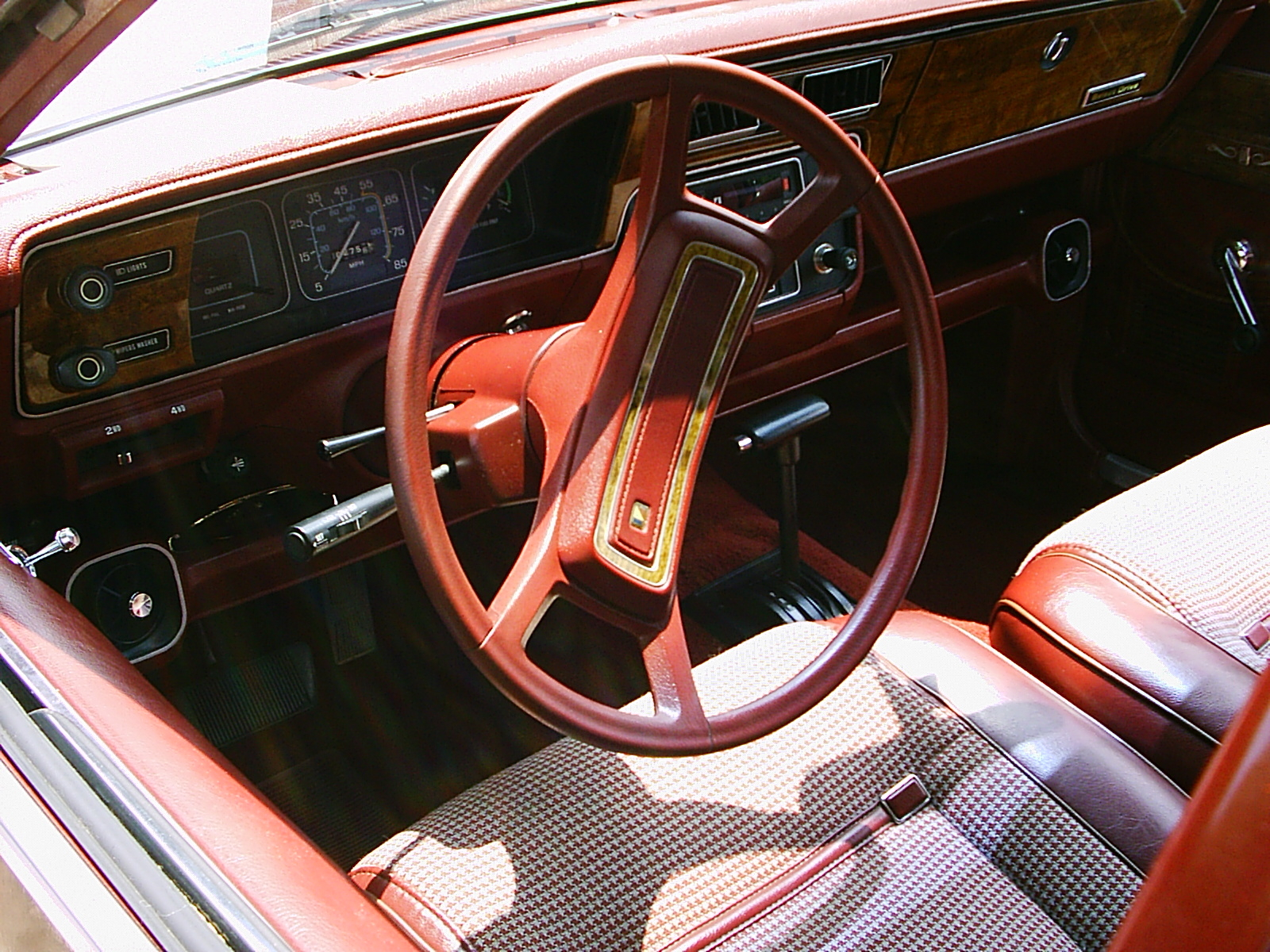
AMC Eagle, переключатель «Shift on the Fly» слева от рулевой колонки

Внешний вид всех моделей претерпел небольшие изменения, в частности стала устанавливаться крышка капота «с горбом», ставившаяся на «серию 50» в 1981-83 гг. Попутно исчезли окантовка решётки радиатора и отделка крышки капота. Для системы «Select Drive» стала стандартной возможность переключения режимов 4×2/4×4 на ходу. В качестве опций появились система бесключевого доступа с инфракрасным брелоком и радио с цифровым управлением. Трансмиссия автомобилей стандартно комплектовалась 4,2 л. двигателем AMC L6 и 5-ступенчатой механической коробкой передач (3-ступенчатая АКПП была доступно опционально, и имела большую популярность). Тем не менее, без агрессивного промоутинга продажи Eagle начали падать.
| Кузов     | Произведено, шт. |
| --------- | ---------------- |
| Седан     | 2 655            |
| Универсал | 13 335           |
| Всего     | 16 990           |

#### 1986

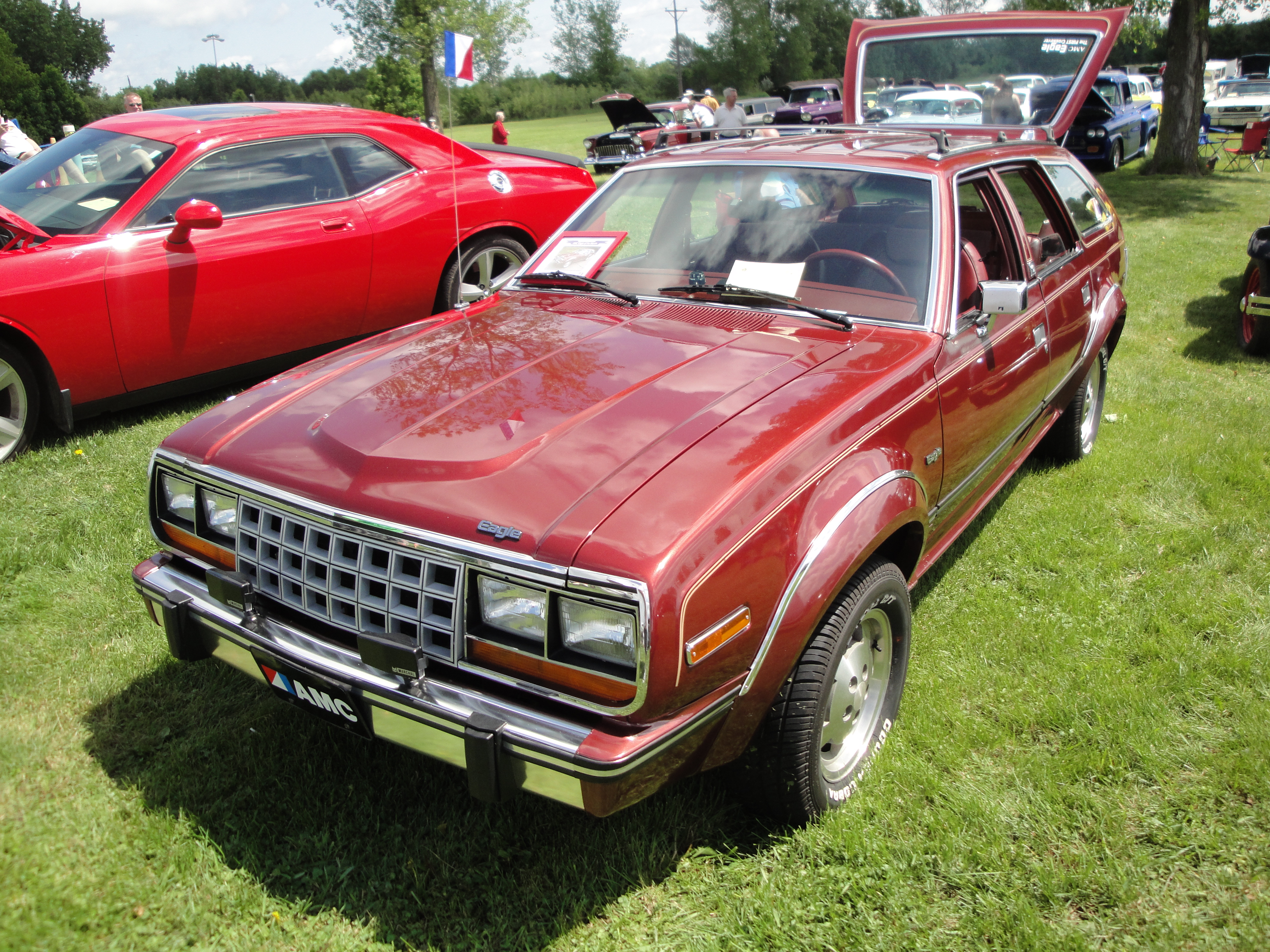
Универсал AMC Eagle 1987 г.в.

AMC представила автомобиль с обычным (открытым) дифференциалом Model 128, из автоматической коробки убрали блокировку гидротрансформатора. За год продажи так и не достигнут 10 000 автомобилей и будут падать и в следующие, последние для автомобиля, два года. Причиной тому стало устаревание платформы, используемой Eagle (дебютировала платформа в 1970 году). Собирались автомобили всё также в Брамптоне, по соседству с новыми Jeep Wrangler.
| Кузов     | Произведено, шт. |
| --------- | ---------------- |
| Седан     | 1 274            |
| Универсал | 6 943            |
| Всего     | 8 217            |

#### 1987
В 1987 году AMC представила новую версию своего 6-цилиндрового двигателя объёмом 4,0 л., однако она не попала под капот автомобиля. Восьмой год находящиеся в производстве седан и универсал так и остались со старым 4,2 л. В связи с переключением внимания персонала компании на выпуск нового Renault Medallion, над Eagle не производили и никаких других серьёзных изменений. 5 августа 1987 года вступил в силу договор о покупке компании корпорацией Chrysler.
| Кузов     | Произведено, шт. |
| --------- | ---------------- |
| Седан     | 454              |
| Универсал | 4 564 или 5 468  |
| Всего     | 5 018 или 5 922  |

#### 1988

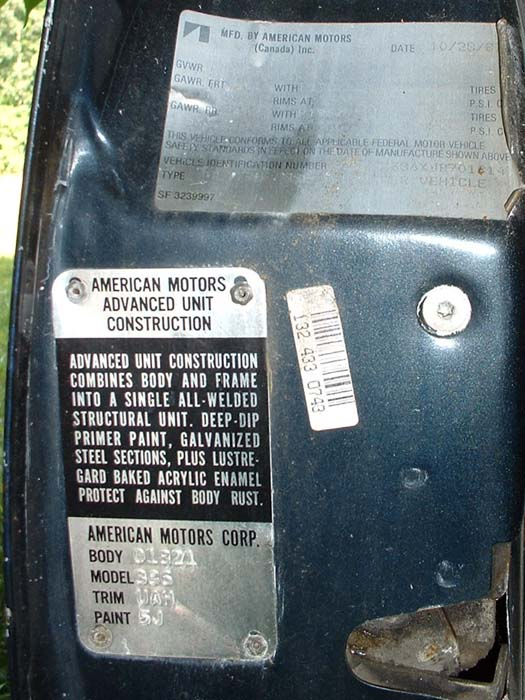
1988 г., маркировка AMC на двери Eagle

Несмотря на покупку Крайслером, производство Eagle было продолжено для удовлетворения спроса в 1988 году, изменилось лишь имя — автомобиль стал называется Eagle Wagon. При этом смена названия не затронула маркировок на автомобиле — все логотипы AMC остались на своих местах, код VIN сохранил стандартную для AMC форму, сменился лишь год. И, хотя сама компания перестала существовать, став подразделением Chrysler, в документах на автомобиль производителем всё также указывалась American Motors Canada, Ltd.
Выпуск моделей седан и универсал Limited был прекращён, в 1988 году в продаже остался только универсал базовой комплектации. В паре с двигателем AMC L6 устанавливались 5-ступенчатая МКПП или 3-ступенчатая АКПП и система «Select drive». В стандартную комплектацию вошли опциональные ранее кондиционер, обогреватель заднего стекла, галогенные ходовые огни, AM/FM стерео радио, набор подсветок (в бардачке, потолке салона и подкапотном пространстве) и регулируемое рулевое колесо. Так и остались опциями электростеклоподъёмники, электрорегулировки сидений и зеркал, кассетный проигрыватель, круиз-контроль, дворник на заднем стекле, отделка кузова деревянными панелями, коврики в салоне, зуммер фар (писком напоминает выключить фары при выходе из авто), дворники с «прерывистым» режимом, колёсные колпаки со спицами и пакет для холодного климата. За год было выпущено 2 306 автомобилей (все универсалы).
Последний автомобиль покинул конвейер завода Brampton Assembly 14 декабря 1987 года.

### КабриолетыSundancer

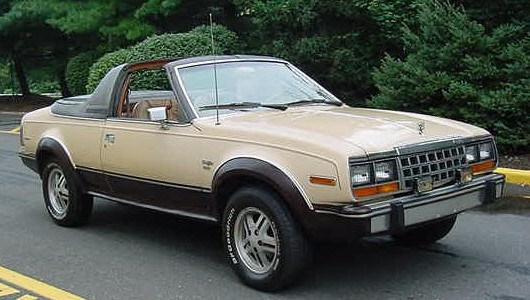
Кабриолет AMC Eagle 1981 г.в.

В 1980 году компания AMC подписала с компанией Griffith соглашение о создании на базе Eagle автомобиля с кузовом кабриолет, в этом же году был создан первый прототип. Автомобили изготавливались методом модификации уже готовых машин и продавались с 1981 по 1982 годы под названием Sundancer (солнечный танцор). Оставшийся без жёсткой крыши кузов Eagle был укреплён, а за передними дверьми была размещена стальная труба, увеличивающая защиту салона. Передняя часть крыши представляла собой съёмную панель из стекловолокна, а задняя, изготовленная из поливинилхлорида, вместе см задним окном складывалась и накрывалась чехлом. Изготавливала автомобили компания Griffith, изначально занимавшаяся производством гоночных автомобилей на базе спортивных британских TVR. Штаб-квартира компании находилась в Форт-Лодердейл, машины для модификации доставлялись из Кеноши. Схожие автомобили компания изготавливала на базе Toyota Celica.
Кабриолеты Sundancer продавались как обычные автомобили AMC, через её дилерскую сеть, с возможностью выбора цвета кузова и дополнительных опций. Заводская цена машины составляла $3 000, в прайс-листах дилеров фигурировала цена $3 750.

## Турбодизельный Eagle
Ещё одной одобренной производителем модификацией автомобиля были выпускавшиеся в 1980 году Eagle, оснащённые дизельным двигателем с турбонаддувом. Двигатели производства VM Motori имели объём 3,6 л., мощность 150 л. с. (110 кВт) и крутящий момент 304 Н·м. Предположительно, было собрано около семи автомобилей, два из которых предназначались одному из клубов AMC Eagle. По некоторым сведениям, на дизельные Eagle предполагалось устанавливать топливные баки повышенной ёмкости, что в сочетании с экономичностью двигателя и опциональной функцией овердрайв увеличивало запас хода автомобиля до 1500-миль (2414 км). Однако розничная цена автомобиля в $9 000 не обеспечила достаточного спроса и машина в серию не пошла.

## Участие AMC Eagle в гонках

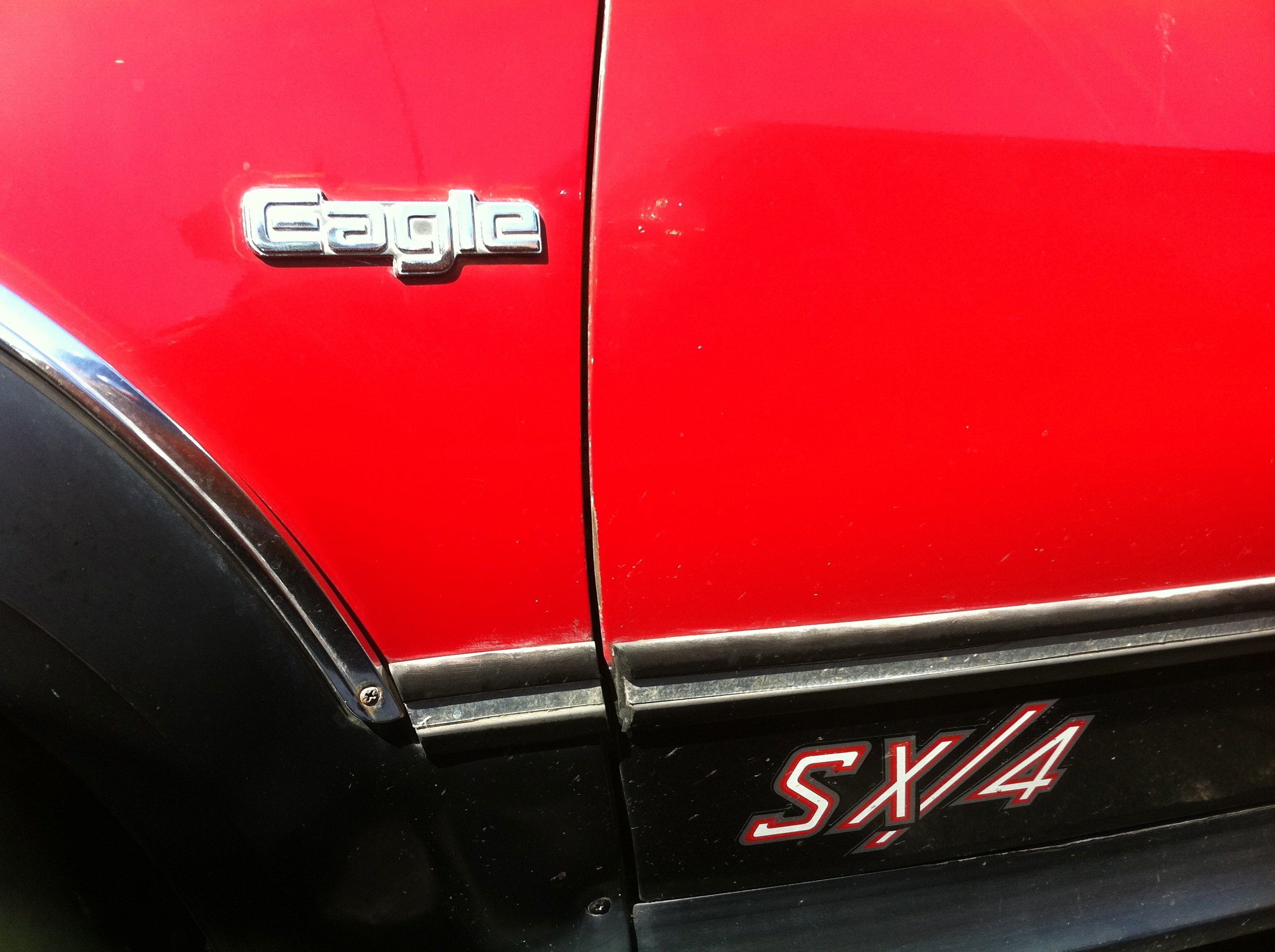
Эмблема AMC Eagle SX/4

Автомобили Eagle участвовали в SCCA ProRally. Данная серия гонок, была создана Sports Car Club of America, организацией, занимающейся поддержкой кольцевых автогонок, ралли и автослалома на территории США.

### 1981 год
Гонщики Гай Лайт и Джим Брандт на ралли «Northen Ligths» (Северные огни) в 1981 году (участвовали в классе Production) показали время лишь на три минуты хуже победителя «несмотря на то, что въехали прямо в дерево на своём новенькомSX/4». Двумя неделями позже на ралли «Chisum Trail» (названо в честь героя фильма Chisum) гонщики, также на SX/4, пришли первыми в классе Production и заняли пятое место в общем зачёте, «всего лишь вторая гонка команды из Мичигана на их новом Eagle». Следующим было ралли «Susquehannock Trail» (часть трассы проходит по территории заповедника Саскханнок в штате Пенсильвания), в котором победитель столкнулся с «серьёзным вызовом» со стороны SX/4 Лайта и Брандта, отставшей на 59 секунд. На ралли «Centennial» (столетнее), проходившем в городе Монумент, команда заняла третье место в классе и седьмое в общем зачёте. В ралли «Sunriser 400» (sunrise — восход Солнца, утро) участвовали три экипажа на SX/4. Лайт и Брандт пришли первыми в классе и седьмыми в общем зачёте, следом за ними Жене Хендерсон и Джим Кластерман, занявшие четвёртое место в классе и 11-е в общем зачёте. Третий экипаж (Стив Дорр и Боб Лайл) не смогли закончить гонку. В ралли Press-on-Regardless (Что бы ни случилось, жми) в Мичигане приняли участие 71 автомобиль, из них только 33 смогли финишировать. В этой гонке Лайт и Брандт на две минуты отстали от победителя в классе Production.
На ралли «Sno*Drift» (Скольжение по снегу) автомобили SX/4 заняли второе и третье места в классе Production. Это двухдневное ралли проходило в январе на заснеженных дорогах штата Мичиган. Второе место в классе (и шестое в общем зачёте) заняли Хендерсон и Клустерман. «Уже почти завоёванную победу в классе у них украл заблокировавший дорогу на 12 м участке Джон Вульф…он шёл вторым, когда его машину снесло по льду прямо на краю трассы, вырвало правую переднюю стойку и развернуло поперёк трассы. Хендерсону пришлось помочь убрать автомобиль с дороги прежде, чем ехать дальше. В результате экипаж потерял две минуты, две позиции [в общем зачёте] и победу в классе». Третье место в классе и седьмое в общем зачёте взяли Лайт и Брандт. Финальная гонка SCCA ProRally в этом году проходила в городе Рино, штат Невада. Лайт и Брандт заняли первое место в классе, опередив соперников на 8 минут, и десятое в общем зачёте.
По общим очкам команда Лайта и Брандта заняла второе место серди пилотов и штурманов, а также помогла занять AMC третье место в рейтинге производителей (Production Manufacturer) в этом сезоне ProRally.

### 1982 год
Первой гонкой ProRally в 1982 году стало ралли «Big Bend Bash» в городе Алпайн, штат Техас, в котором первое место в классе взяли Хендерсон и Клустерман на SX/4, «но даже полный привод этой машины не спас от проблем на глубокой воде… Они застряли посередине залитого водой суходола на четвёртом этапе, и их пришлось выталкивать>.» Следующим было ралли «100 Acre Wood» (100 акров леса), где «была впечатляющая борьба в классе Production, как и в общем зачёте где в первые десять мест попали четыре авто из класса, все с разрывом не более 1,5 минут, после целой ночи езды». Хендерсон и Клустерман пришли третьими в классе и девятыми в общем зачёте. На ралли «Olympus» (Олимп) в городе Тумуотер, штат Вашингтон, их SX/4 «в лидерах… но это не надолго… На 10-м этапе машина кувыркнулась, остановившись колёсами вверх». на следующем ралли, «Northen Lights», Хендерсон и Клустерман пришли шестыми в классе и десятыми в общем зачёте. Ралли «Budweiser Forest» (лес Бадвайзера, г. Circleville, шт. Огайо) они закончили вторым местом в классе и восьмым в общем зачёте. Большая часть трассы ралли «Centennial», проходившем в Колорадо, находилась на высоте 10 000-футов (3048 м) над уровнем моря, но SX/4 Хендерсона и Клустермана занял седьмое место в общем зачёте и всего на 1,5 минуты отстал от победителя в классе на турбированном Saab 99. Затем было ралли «Tour de Forest» (лесное турне) в штате Вашингтон, где экипаж занял четвёртое место в классе и восьмое в общем зачёте. Ралли «Sno*Drift» 1982 года экипаж закончил вторым местом в классе. «Хендерсон и его AMC Eagle удачно воспользовались преимуществами полного привода и подобрались к лидеру с началом дождя тем ранним воскресным утром. Однако, ралли закончилось до того, как Хендерсон достиг» лидера, всего на 24 секунды не отстав от него.
В этом сезоне AMC снова заняла третье место среди производителей.

### 1983 год
Этот сезон начался ралли «100 Acre Wood» в городе Салем, штат Миссури, на котором Хендерсон и Клустерман пришли вторыми в классе Production и седьмыми в общем зачёте. В ралли «Budweiser Forest», в Чилликоте, «Хендерсон на своём AMC Eagle SX/4 лидировал в классе первые ⅔ 12-часовой гонки… Примерно за 7 этапов до конца у Eagle Хендерсона начались проблемы с двигателем, в результате перестал работать один из цилиндров». На ралли «Nor’wester» (северо-западный), прошедшем в городе Тумуотер, стояла прекрасная погода: дождь, холод, на 11 этапах трасса была покрыта 6 дюймами (15 см) снега. Это «помогло победителям класса Production [четвёртое место в общем зачёте] Жене Хендерсону и Джиму Клустерману, так как „Это были прекрасные условия для полноприводного (AMC) Eagle. Мы любим эту слякоть.“». На следующей гонке, «Olympus Internationsl» (международный Олимп) экипаж сначала лидировал, но сошёл с дистанции из-за взрыва двигателя. Однако сын Жене, Гарри Хендерсон с Майком Ван Лео, также на SX/4, заняли второе место в классе и шестое — в общем зачёте. Инаугурационное трёхдневное ралли «Michigan International» должно было быть простым для SX/4, но «несколько очень песчаных этапов, которые должны были свести на нет преимущества Хендерсона» и его напарника Йона Викенса привели их на второе место в классе и десятое в общем зачёте. Следующим было ралли «Manistee Trails» (город Манисте, штат Мичиган), в котором Хендерсон и ККлустерман выиграли в классе и заняли пятое место в общем зачёте. На ноябрьском «Press-on-Regardless» Хендерсон «господствовал с начала и до момента, когда большой камень оторвал кусок от раздаточной коробки Eagle, выведя команду из гонки»." Ралли «Sno*Drift» экипаж закончил удачнее, третьим местом в классе и шестым — в общем зачёте.
по результатам 1983 года Хендерсон и Клустерман заняли второе место в рейтинге водителей, а AMC — третьей среди производителей.

### 1984 год
В ралли «Press-on-Regardless» участвовало два экипажа на SX/4, машина Жене Хендерсона и Майка ван Лу пришла второй в классе и третьей в общем зачёте. На следующей гонке, ралли «Oregon Trail» в Бивертоне, штат Орегон, также участвовало два экипажа. Жене Хендерсон и Даг Фостер пришли восьмыми в классе и десятыми в общем зачёте.

### 1985 год
На ралли «Susquehannock Trail» (Уэлсборо, Пенсильвания) экипаж Дэниэла и Бетти-Энн Гиллиланд на SX/4 пришли десятыми, а Боб Лайл и Дэн Вэй на AMC Eagle — 37-ми. Позже, однако, Гиллиланды заняли седьмое место, будучи одними из двух SX/4, участвовавших в «Dodge ProRally» в городе Батл-Крик. В следующей гонке, ралли «Sunriser 400 Forest» в Чилликоте, они заняли уже восьмое место.

### 1986 год
Сезон этого года открылся ралли «Tulip 200 Forest» в котором участвовали четыре AMC Eagle. Дэниэл и Бетти-Энн Гиллиланд на SX/4 заняли пятое место в общем зачёте, Дейв Сэмпсон и Майк Паффенбергер на Eagle — 33е, Уэйн и Карл Шейбл, также на Eagle, пришли 35ми, Аллан Толль и Джим Брандт на SX/4 не закончили гонку. В ралли «Susquehannock Trail» участвовало три автомобиля, финишировали два: Уэйн и Карл Шейбл на 32 месте в общем зачёте, Боб Лайл и Дэн Уэй — на 43 м. В ралли «Sunriser 400 Forest» участвовали Дейв Сэмпсон и Майк Паффенбергер на SX/4, заняв 34 место в общем зачёте.

### 1988 год
В ралли «Susquehannock Trail» экипаж Боба Лайла и Арта Мендолии на AMC Eagle пришёл 29 м в общем зачёте.

## Наследие
Автомобиль AMC Eagle «вероятно, лет на 10 опережал время». Он был машиной, ставшей «первооткрывателем класса кроссовер». Представленный в конце 1979 года (продавался с 1980 г.), тогда он «не походил ни на что на авторынке», а по меркам 2000-х — «весьма обычным SUV, проложившим путь кроссоверу… рынок насытился этими новыми кроссоверами, управлявшимися, как обычные легковые авто, но придававшими больше уверенности чуть большим клиренсом и полным приводом», сделав AMC Eagle «лет на 30 опередившим конкурентов».
У Eagle были характер и навыки выживания, привлекших к нему верных последователей. Эти автомобили были предвестниками современных кроссоверов, и «машинами, которые и ездили и продавались одинаково хорошо». Всего было выпущено 197 449 автомобилей.
Несмотря на прекращение производства в 1988 году, бренд Eagle продолжил своё существование, уже как часть Jeep-Eagle, подразделения корпорации Chrysler.
С покупкой AMC Крайслер получил прибыльный Jeep, но «в комплекте с почти полностью убыточными линейками автомобилей AMC, привнесёнными французским компаньоном и частично владельцем» Renault. Свежесозданное подразделение Jeep-Eagle занималось как основанными на Рено импортным Eagle Medallion и собираемыми в Северной Америке Eagle Premier, так и модифицированными машинами Mitsubishi: Eagle Summit, Eagle Summit Wagon, Eagle Talon, Eagle 2000GTX и Eagle Vista, последние два продавались только в Канаде. В 1993 году к ним добавился разработанный Крайслером Eagle Vision.
После прекращения производства полноприводного Eagle Wagon руководства Eagle и Chrysler задумалось, какой же же типа автомобилями будет заниматься новое подразделение. Дух полноприводного спортивного концепта Eagle воплотился в основанном на Mistubishi опционально полноприводном Eagle Talon (1990—1998) и универсалах Eagle Summit Wagon (1992—1996) и Eagle Vista (1989—1991, продавался только в Канаде). Однако, «линейка автомобилей Eagle в 90-х существенно отличалась от оригинальной, закрытой в 1987 году, вскоре после покупки компании Крайслером».
Под брендом Eagle выпускались автомобили разных компаний, разных ценовых диапазонов, предназначенных для различных сегментов рынка. В связи с плохим маркетингом продажи никогда не оправдывали ожиданий. В 1998 модельном году Крайслер закрыл Eagle.

## AMC Eagle в наши дни

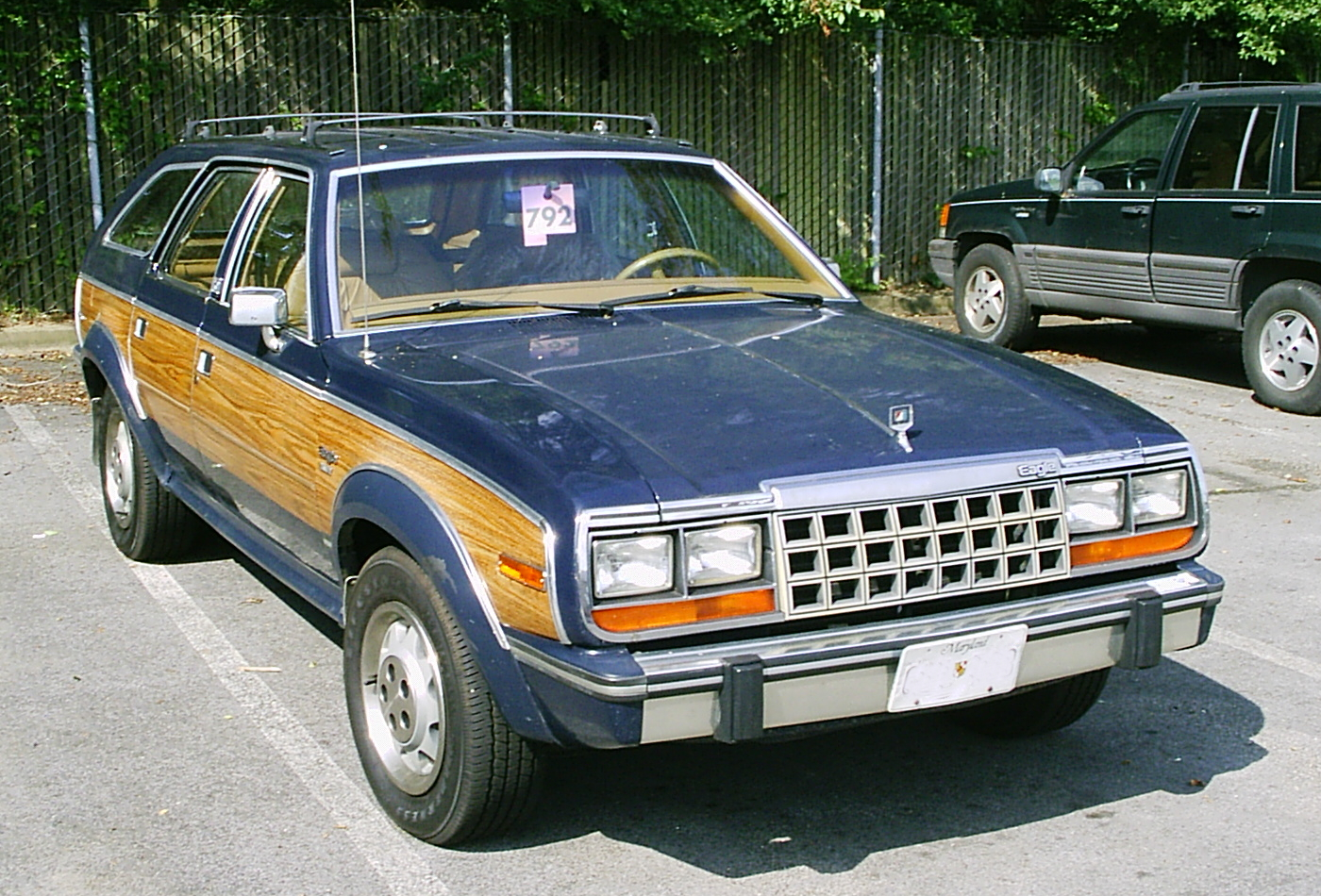
Универсал AMC Eagle Wagon с 5-ступенчатой МКПП

Сохранившиеся на сегодняшний день автомобили «выглядят как „первобытный человек“ рода кроссоверов, кем-то вроде исчезнувшего звена эволюции автомобильного мира». На вторичном рынке AMC Eagle рассматривались как «не предназначенные для распинывания тяжёлых камней», а имели репутацию уникальных полноприводных автомобилей «с испытанными кузовами и трансмиссией AMC». Коллекционированием и поддержанием на ходу своих AMc Eagle владельцы занимаются как из ностальгии или удовольствия, так и для ежедневного использования, и рассматривая такую деятельность как вложение денег, так как Eagle известны как «исторически значимые автомобили».
Автомобили Eagle имеют много общих узлов с машинами как производства Jeep, так и AMC, к тому же множество как действующих клубов автолюбителей AMC, так и специализированных фирм занимаются ремонтом и производством запчастей к ним. Поэтому, хотя оставшиеся на ходу Eagle не дешевеют, стать дорогой музейной редкостью им не грозит, за исключением разве что машин Sundancer 1981—1982 годов.
Кое-где, например на северо-западном побережье США, в Канаде, Аляске AMc Eagle и в избытке ездят по дорогам, и доступны в продаже, даже 20 лет спустя после остановки производства.
Машины, модифицированные для участи в SCCA Pro Rally также продавались коллекционерам, например версия с 6,4 л. двигателем AMC V8. Иногда в продаже появлялись автомобили, принадлежавшие ранее известным людям, например Фиби Херст,. внучке Уильяма Херста. Очень редко, но попадаются и Sundancer в хорошем состоянии.